# 仁見紗綾
仁見 紗綾（ひとみ さや、2月4日 - ）は、日本の女性声優。山口県出身。BLACK SHIPジュニア所属。

## 略歴
元々はナレーターを目指していた。専門学校の授業で芝居をした時にスイッチが入った感覚があり、マイクを通して表現をすることが夢だったことから、両方可能である声優を目指そうと考えたという。
BLACK SHIP Lab2期卒業。2022年4月1日よりBLACK SHIPにジュニア所属。

## 人物
方言は山口弁。音域はG3 - E5。
資格は合気道初段、乙種第4類危険物取扱者免状、普通自動車運転免許。
趣味はエレクトーン、ピアノ、読書、マッサージ。特技は合気道、飯を美味しく食べること。

## 出演
太字はメインキャラクター。

### テレビアニメ
2023年
- おとなりに銀河（女性客）
- 事情を知らない転校生がグイグイくる。（女子生徒）

2024年
- 七つの大罪 黙示録の四騎士
- 喧嘩独学（女性事務員）
- 忘却バッテリー（女子生徒）
- 花野井くんと恋の病（女子）
- 黒執事 -寄宿学校編-（店員）
- この世界は不完全すぎる（街人、従業員）
- カードファイト!! ヴァンガード Divinez（生徒）
- 【推しの子】（ホステス）
- ダンジョンの中のひと（モンスター）
- チ。-地球の運動について-（2024年 - 2025年、生徒、ヨレンタ）
- 君は冥土様。（女性、女子生徒）
- トリリオンゲーム（2024年 - 2025年、天パ組）
- 妖怪学校の先生はじめました!（美女）

2025年
- ババンババンバンバンパイア（女子生徒）
- ハニーレモンソーダ（女子生徒）
- 青の祓魔師 終夜篇（子猫丸の母）
- BanG Dream! Ave Mujica（応募者、女子生徒A）
- 青のミブロ（孤児）
- シャングリラ・フロンティア（NPC女性、観客）
- アン・シャーリー（教会の女の子たち、メアリー・ベル、ジェラルダイン、サム・ボールダー）
- TO BE HERO X（ネットの民）
- 中禅寺先生物怪講義録 先生が謎を解いてしまうから。（女子生徒）
- 白豚貴族ですが前世の記憶が生えたのでひよこな弟育てます（メイド3）
- 帝乃三姉妹は案外、チョロい。（祭り客）

### 劇場アニメ
- 劇場版ハイキュー!! ゴミ捨て場の決戦（2024年、応援団）
- ウマ娘 プリティーダービー 新時代の扉（2024年、メイ[25]）
- 先輩はおとこのこ あめのちはれ（2025年、女子）
- 映画しまじろう しまじろうとゆうきのうた（2025年）

### Webアニメ
- POKÉTOON（2024年、スボミー[26]）

### ゲーム
- ダークテイルズ〜鏡と狂い姫〜（2023年、画霊レイ、オヤユビ姫、赤の妖精、金魚姫　他）
- ヘブンバーンズレッド（2023年、カリナ、マイヤ）
- 光ノ語-LUMINOUS（2023年、ダレル）
- 城姫クエスト 極（2024年、知覧城、園部城）
- モンスターハンターワイルズ（2025年）
- 白猫プロジェクト（2025年、ニルカ）
- 逆転オセロニア（2025年、ククルゥ）

### デジタルコミック
- 小泉先生はみだされたくない（2022年、赤根[27]、女子生徒1[27]、防災無線[27]）
- 無欲なボクの不貞行為（2023年、スタッフ女性3、スタッフ女性（ヘアメイク）、スタッフ女性7）[28]
- BLゲームの主人公の弟であることに気がつきました（2023年、女子生徒1・3・9・11・13・16）[29]

### 吹き替え
- 潜水艦クルスクの生存者たち（2022年）
- デッドボーイ探偵社（2024年）
- モーターヘッズ（2025年、キアラ）
- ベター･シスター（2025年、幼少期のクレア）

### CM
- FM軽井沢
  - 「東京交響楽団 軽井沢シリーズ」
  - 「発地市場年末告知」
  - 「発地市庭収穫体験 第3回」

### 舞台
- 劇団原付シネマ 第1回公演「君じゃなきゃ、ダメなんだ！」（2023年6月9日 - 11日、小劇場メルシアーク神楽坂）[30]
- 劇団原付シネマ 第2回公演「最低な俺の、最高の本音！」（2024年2月2日 - 4日、小劇場メルシアーク神楽坂）[31]